# Anne Rouquette

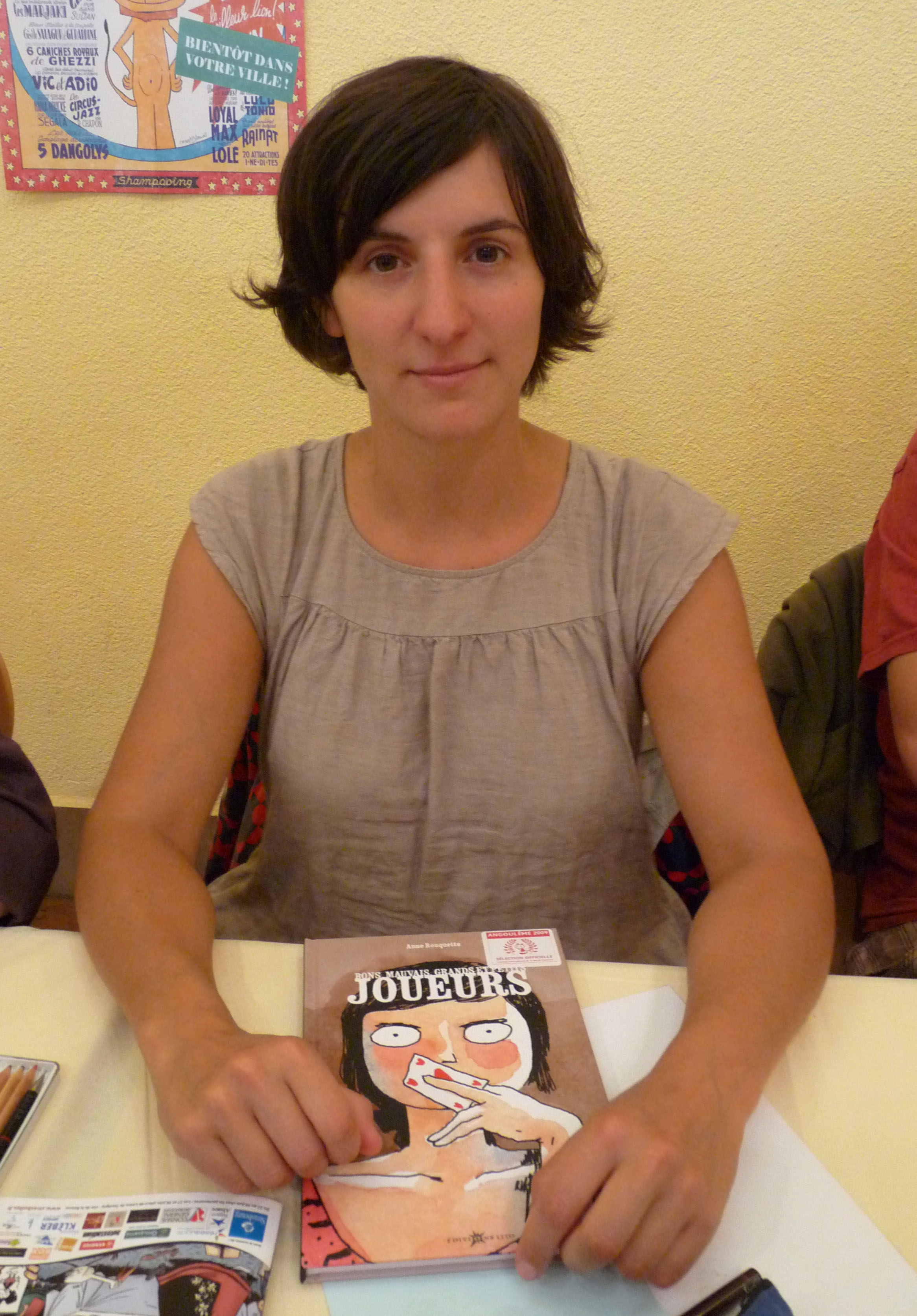
Anne Rouquette am europäischen Comicfestival Strasbulles in Straßburg, 2009

Anne Rouquette (* 1984 in Paris) ist eine französische Comiczeichnerin und Buchillustratorin.

## Leben
Anne Rouquette studierte in Straßburg Kunst. Dort traf sie am Institut Pacôme eine Gruppe von Autoren und begann mit ihnen  Geschichten im Comicstil zu verfassen. Sie nahm an mehreren Talent-Wettbewerben auf Comic-Festivals wie in Angoulême teil. Dort traf sie Matthieu Blanchin, mit dem sie das erste und bisher bekannteste Album Bons, mauvais grands et petits joueurs verfasste. 2005 gewann sie beim Fumettowettbewerb den 3. Preis.

## Werke (Auswahl)
- Bons, mauvais, grands et petits joueurs., Lito, 2008, ISBN 2-244-49724-0.
- Anne Rouquette, Anne Barrois: Histoires de filles, 1: Imbéciles heureuses, Fluide Glacial, Paris 2011, ISBN 978-2-352-07098-6.